# کلاودی
کلاودی (به انگلیسی: Claudy) یک روستا در ایرلند شمالی است که در دری و استرابن واقع شده‌است. کلاودی ۱٬۳۳۶ نفر جمعیت دارد.